# Hrvatska pučka stranka (1919.)
Hrvatska pučka stranka (HPS) bila je klerikalno i pučki usmjerena politička stranka koja je djelovala u Hrvatskoj te Bosni i Hercegovini u parlamentarnom razdoblju postojanja Kraljevstva i Kraljevine SHS, a okupljala je mahom svećenike i katoličke intelektualce.

## Nastanak
Uobičajeni naziv za članove i pristaše HPS-a bio je pučkaši.
Stranka je svoje ishodište imala u Hrvatskome katoličkom pokretu, u sklopu kojega je od 1912. djelovao Hrvatski katolički seniorat, organizacija katoličkih intelektualaca. Nestankom Austro-Ugarske Monarhije nastupio je povoljan trenutak da seniori potaknu pitanje pokretanja katoličke stranke, kakve su u Europi već postojale u smislu političkoga katolicizma. Na plenarnom sastanku Hrvatskoga katoličkog seniorata održanom u Zagrebu u studenome 1918. donesena je odluka o osnivanju političke stranke. Ta je stranka trebala biti jugoslavenska stranka tipa njemačkoga Centra (Zentrum), stranka koja će ispunjavati politički prostor između "ekstremnih socijalnih tendencija liberalizma i socijalne demokracije". Ona je trebala biti "kulturno konzervativna i "socijalno-gospodarski pravična prema svim staležima, ali ipak više oslanjajući se na seljaštvo kao glavni kontingent naroda". Glede unutarnjega državnog uređenja, stranka je trebala zastupati unitarizam, ali uz "postojanje općinske i pokrajinske autonomije s obzirom na kulturne i gospodarske momente". Na sastanku Seniorata, održanom u Zagrebu 6. i 7. svibnja 1919., zaključeno je da se provede u život već donesena odluka o pokretanju i organiziranju vlastite političke stranke – Hrvatske pučke stranke. Svi su seniori morali biti članovi nonoosnovane stranke. Stranka je nastala i ustrojena pod utjecajem već postojeće Slovenske pučke stranke.
HPS je u organizacijskom pogledu bio zamišljen kao sinteza triju "kurija" – za seljake ("seljačka demokracija"), za radnike (kršćanskosocijalna organizacija), a kurija namijenjena građanstvu uobičajeno je nazivana "građanski klub". Osnivanje takve stranke u Hrvatskoj nije bilo ništa neobično, dapače radilo se o nečemu što je imalo uzor u cijeloj tadašnjoj Europi. Najstarija pučka stranka osnovana je u Njemačkoj (Centar). Deset godina kasnije pučke stranke su osnovane u Belgiji i Nizozemskoj, a nešto kasnije u Austriji. Osim tih navedenih, pučke su stranke djelovale još u Mađarskoj, Švicarskoj, Češkoj, Slovačkoj, Italiji i drugdje. Godine 1922. organiziran je savez pučkih stranaka iz cijelog svijeta, popularno nazvan Bijela internacionala.
Početkom travnja 1920. Stjepan Barić, tadašnji predsjednik Seljačke demokracije PS-a, u sporazumu s pokrajinskim stranačkim odborima obznanio je odluku o sazivanju sastanka Središnjeg vijeća HPS-a. Bilo je predviđeno da se to vijećanje održi u Zagrebu 2. svibnja iste godine. Zbog zabrane sastajanja, koja je tada bila na snazi u Hrvatskoj, vijećanje je odgođeno za nešto više od mjesec dana. Konačno je održano 6. lipnja 1920. godine. Vijećanju su prethodili "pokrajinski veliki seljački sabori" održani u Zagrebu, Sarajevu i Mostaru te nešto kasnije u Splitu. Tom su prigodom, zapravo, održana dva sastanka: sastanak pokrajinskog vijeća PS-a u Hrvatskoj i Slavoniji te sastanak Vrhovnog vijeća PS-a za sve hrvatske zemlje. Vijećanju su prisustvovali: vlč. Anton Korošec, u svojstvu predsjednika Slovenske pučke stranke, vlč. Janko Šimrak, Velimir Deželić ml., Stjepan Barić, ispred Seljačke demokracije, izaslanici građanske demokracije (građanski klubovi) i radničke demokracije (kršćanski socijali) za Hrvatsku i Slavoniju, izaslanici PS-a iz Dalmacije, Bosne i Hercegovine.
Šime Pucinić, tajnik PS-a za Hrvatsku i Slavoniju podnio je izvješće o stanju stranke te brojnosti i jakosti Seljačke demokracije. Izvješća o stanju u Bosni i Dalmaciji podnijeli su Z. Šprajcer i vlč. Jerko (Matej) Vodanović. Osim njih riječ su još dobili A. Korošec, koji je govorio o vanjskom i unutarnjem položaju Kraljevstva SHS te M. Belić, V. Deželić, mons. A. Živković i drugi.
Premda je (H)PS otpočetka bio zamišljen kao jedinstvena organizacija, tek je na ovom vijećanju odlučeno da se konačno provede i formalno ujedinjenje svih pokrajinskih vijeća stranke. Pokrajinska vijeća PS-a postojala su u tom trenutku za Hrvatsku, Slavoniju i Međimurje, za Bosnu, za Hercegovinu i za Dalmaciju. Sada je izabrano "vrhovno ili glavno vodstvo Pučke stranke". U Vrhovno vijeće su ušli i glavni urednik Narodne politike Marijo Matulić te sva tri strankina zastupnika u Privremenome narodnom predstavništvu Kraljevstva SHS: vlč. J. Šimrak, vlč. S. Banić i V. Deželić ml. Predsjednik Hrvatske pučke stranke (HPS) postao je Stjepan Barić (1889. – 1945.), koji je bio drugi i ujedno posljednji predsjednik te stranke. (Prvi je predsjednik bio  Petar Rogulja, koji je umro u veljači 1920. godine.) Za potpredsjednike su izabrani Matija Pecoja, M. Belić i Ivan Andrić, a na mjesto glavnog tajnika je došao J. Andrić. 
U Bačkoj Hrvatska pučka stranka uspjela je naći tlo samo u dvama naseljima: gradu Subotici i selu Tavankutu. 1920. je godine osnovao mjesnu organizaciju u Subotici Mihovil Katanec zajedno s Ivom Kopilovićem. Treći čelni čovjek HPS-a u Subotici bio je Tomo Matković (koji je 1923. prešao u HRSS). Ogranak u Tavankutu vodio je Franjo Skenderović. Nešto poslije Katanec se pridružio Bunjevačko-šokačkoj stranci, nakon čega je HPS-a nestao s bačke političke pozornice.

## HPS u Privremenom narodnom predstavništvu (1919–1920)
Privremeno narodno predstavništvo (PNP) Kraljevine SHS sazvano je 1. ožujka 1919. Iako HPS tada još nije bio formalno osnovan, njegovi utemeljitelji i budući čelnici ušli su u PNP. U skladu s prijašnjim dogovorom Hrvatska je s Rijekom i Međimurjem dobila 60 zastupnika, a u toj su podjeli dva mandata pripala skupini oko zagrebačkog dnevnika "Narodna politika", koji je bio središnje javno glasilo Seniorata. Tako su vlč. Šimrak i dr. Velimir Deželić sin (1888–1976) postali članovi PNP-a. Za njihove su zamjenike bili imenovani seniori Petar Rogulja i Stjepan Barić (1889–1945). Osim njih u PNP je kao predstavnik Dalmacije izabran senior don S. Banić. Kao predstavnik Bosne i Hercegovine u novoformirano zakonodavno tijelo ušao je i fra Didak Buntić, koji je u to vrijeme bio stranački neopredijeljen.
Poticaj za prvo stranačko grupiranje u PNP-u došao je od SLS-a i skupine oko "Narodne Politike". Dana 4. ožujka 1919. konstituiran je Jugoslavenski klub. Za njegovog je predsjednika izabran vlč. Korošec, a na mjesto potpredsjednika je došao vlč. Šimrak. Jedan od dvojice klupskih tajnika bio je don S. Banić.
Iako brojčano neznatni, članovi nastajućeg HPS-a imali su udjela u raznim stranačkim kombinacijama oko podržavanja, rušenje i sastavljanja jugoslavenskih vlada. No, to su mogli ponajprije zahvaliti SLS-u, svom neusporedivo jačem i važnijem klupskom partneru.
Na sjednici PNP-a održanoj 12. lipnja 1920. stavljen je na dnevni red nacrt "Zakona o izboru narodnih poslanika". Rasprava o tom zakonu izazvala je burne reakcije, jer su zastupnici Pribićević-Davidovićeve Demokratske stranke (DS) željeli u njega uključiti i sljedeću »kancelparagrafsku uredbu« (95): »Zabranjuje se, da svećenici, suci i uopće svi javni i državni namještenici pri vršenju svoje službe vrše partijsku agitaciju u korist koje političke stranke. Isto se tako zabranjuje službeno nagovaranje nekoga, da glasuje ili ne glasuje. Zabranjuje se to činiti na mjestima određenim za vršenje dužnosti (u crkvi i t. d.); u njima vršiti partijske političke zborove i voditi stranačku agitaciju. Ovi su čini kažnjivi sa zatvorom do 1 godine i gubitkom izbornog prava do 5 godina«.
Zahvaljujući odlučnom otporu V. Deželića sina, ali i drugih političkih čimbenika, ponajprije Narodne radikalne stranke, koalicijskoga partnera DS-a, »kancelparagrafska uredba« nije ušla u izborni zakon.
Takav kakav je prihvaćen, izborni zakon je uvelike odstupao od razmjernog izbornog sustava za koji se zauzimao HPS.
PNP je bio raspušten 28. listopada 1920. rješenjem regenta Aleksandra. Od tog su trenutka sve političke stranke, neovisno o tome jesu li bile centralistički ili anticentralistički orijentirane, napele do krajnjih granica sve svoje snage u nastojanju da osvoje što više zastupničkih mandata u Ustavotvornoj skupštini Kraljevine SHS.

## HPS u Ustavotvornoj skupštini Kraljevine SHS (1920–1922)
Unatoč početnim pregovorima oko sklapanja mogućih izbornih koalicija s drugim strankama, uskoro je postalo razvidno da će HPS na izbore za Ustavotvornu skupštinu (Konstituantu) izaći samostalno. Rezultati izbora održanih 28. studenoga 1920. odredili su odnos snaga u parlamentarnom životu Kraljevine SHS sve do ožujka 1923, kada su održani izbori za novi saziv Narodne skupštine.
Nakon što su sređeni svi izborni rezultati, postalo je jasno da je HPS prošao relativno slabo. Stranka hrvatskih seniora ukupno je osvojila 46 599 glasova: u Hrvatskoj i Slavoniji 11 878, u Dalmaciji 13 947, u Bosni 10 734, u Hercegovini 10 040. Na temelju toga rezultata na stranku je otpalo devet zastupničkih mjesta. U Hrvatskoj i Slavoniji su izabrani: V. Deželić sin, vlč. J. Šimrak i S. Barić. Od dalmatinskih »pučkaša« u Konstituantu su ušli: dr. Ante Dulibić (1867–1935), dr. Dominik Mazzi (1861–1932) i Mate Milanović-Litre. S kandidatske liste za Hercegovinu izabrani su: fra. D. Buntić, dr. Marko Rebac (?–1954) i dr. Nikola Mandić (1869–1945). U Bosni »pučkaši« nisu osvojili niti jedan zastupnički mandat.
Raščlanivši konačne rezultate izbora, vodstvo HPS-a je moralo prihvatiti činjenicu da je njihova stranka izgubila u izbornom nadmetanju s Radićevom Hrvatskom (republikanskom) seljačkom strankom (H/R/SS) o kojoj je imalo iznimno loše mišljenje: "Rad Radićeve stranke nosi sa sobom takovu moralnu destrukciju [...], da takove destrukcije nije mogla unijeti u narod nijedna ma i najizrazitije liberalna stranka. [...] Iz stupaca ’Sl.[obodnog] Doma’ upravo bukti mržnja ne samo na kler i crkvenu organizaciju, nego i na samu vjeru. Ovom boljševičko-liberalnom rušenju kršćanstva među našim seljačkim svijetom pridružiše se i neki žalosni svećenici".
Odmah s početkom rada Ustavotvorne skupštine, zastupnici SLS-a i HPS-a osnovali su ponovno Jugoslavenski klub. Za predsjednika kluba je izabran vlč. Korošec, za potpredsjednike S. Barić i N. Mandić, a jedan od tajnika je postao M. Rebac. Klub je ukupno brojio 24 zastupnika. Nedugo nakon konstituiranja Jugoslavenskog kluba u nj su pristupila i četiri zastupnika Bunjevačko-šokačke stranke, koja se svojim programom gotovo nije razlikovala od HPS-a.
Jugoslavenski klub nije podnio Konstituanti svoj ustavni nacrt, iako ga je tako zvao, nego je dao svoje »izdvojeno mišljenje« na vladin nacrt ustava. Svojim sadržajem ono je u potpunosti odgovaralo programskim načelima HPS-a.
Polazeći od tvrdnje da je Jugoslavenski klub pronašao osnovicu prihvatljivu za sve stranke, te da se njegovim »nacrtom ustava« mogu zadovoljiti i centralisti i federalisti, ako im je do »opstanka i jačanja države« i do »plemenskog mira u njoj«, vlč. Šimrak se, sudjelujući u radu Ustavnog odbora, upustio u borbu za eventualno prihvaćanje autonomističkog uređenja jugoslavenske državne zajednice. Autonomistička koncepcija državnog uređenja imala je ulogu kompromisnog rješenja između dviju »oprečnih tendencija«, tj. centralizma i federalizma.
Suprotstavljajući se centralizmu autonomizmom, HPS i njegovi koalicijski partneri našli su se u paradoksalnoj situaciji. Naime, kao što je centralizam htio biti sredstvo za provedbu jugoslavenske integracije a zapravo je postao oruđe velikosrpstva, tako je i autonomizam koji se na »svojoj površini javljao kao zaštitnik hrvatske nacionalnosti«, bio zapravo borac za — »jugoslavenski unitarizam«.
Jedina načelna suglasnost »izdvojenog mišljenja« s vladinim nacrtom ustava bilo je prihvaćanje ustavne i parlamentarne monarhije. Ali ono što je bitno određivalo taj ustavni prijedlog, tj. dvodomni parlament s "nacionalno-političkim" i "socijalno-gospodarskim" domom, te podjela jedinstvene države na šest autonomnih historijskih pokrajina — Slovenija s Prekmurjem, Hrvatska i Slavonija s Međimurjem, Bosna i Hercegovina s Dalmacijom, Crna Gora, Vojvodina i Srbija — nije prihvaćala centralistička radikalsko-demokratska većina u Konstituanti. Uzimajući riječ u radu Ustavnog odbora (18. veljače 1921), vlč. Šimrak je istaknuo da Jugoslavenski klub "stoji na stanovištu narodnog i državnog jedinstva", te da stoga predlaže da se u prvom članu ustava nova država nazove imenom — Jugoslavija. No, ni taj prijedlog nije prihvaćen.
Iako su, možda, neki politički krugovi smatrali da je neuspjeh s uvođenjem »kancelparagrafske uredbe« u izborni zakon definitivno skinuo to pitanje s dnevnog reda, ono se ponovno nametnulo u punoj žestini i u Ustavnom odboru i u općoj raspravi u Ustavotvornoj skupštini.
Na sastanku Ustavnog odbora 22. veljače 1921, raspravljalo se o čl. 13. vladinog nacrta ustava, tj. o onom koji je govorio o vjerama. »Demokratski« zastupnik Jurica Demetrović (1885–1945) u ime svoje stranke tražio je da se u taj članak umetne i — »kancelparagraf«. Ta je odredba trebala glasiti: "Vjerski predstavnici ne smiju upotrebljavati svoju duhovnu vlast preko vjerskih bogomolja ili i inače pri vršenju svoje zvanične dužnosti u partijske svrhe. Prestupi protiv ovog propisa kazne se samo na tužbu privatnih lica. Tužba se podnaša neposredno nadležnom sudu, koji i sam vrši istragu".
Proglasivši tu odredbu »ustavnim unikumom«, jer je čak i Bismarckov glasoviti »Kanzelparagraph« bio jedan od zakonskih, a ne ustavnih članaka, »pučkaši« su ustvrdili da se njome želi »pritisnuti o zid vjeroispovijesti, a naročito katolička«.
Rasprava o »kancelparagrafskoj uredbi« dosegnula je svoj vrhunac onoga trenutka kada je između članova Jugoslavenskog kluba i »demokratskih« zastupnika došlo do — »tvornih napada«. Kada se prišlo glasovanju o »kancelparagrafu«, zastupnici Jugoslavenskog kluba priredili su »demonstraciju protiv progona katolika«. Ta je uredba ipak prihvaćena većinom glasova zastupnika u Ustavotvornoj skupštini, te je u svojoj konačnoj redakciji, kao dio 12. članka Ustava, glasila: »Verski predstavnici ne smeju upotrebljavati svoju duhovnu vlast preko verskih bogomolja ili preko napisa verskog ili inače pri vršenju svoje zvanične dužnosti, u partijske svrhe«.
Bez obzira na to što je oko »kancelparagrafske uredbe« bilo uzvitlano mnogo prašine, taj se ustavni članak u praksi nije mogao primjenjivati, jer nije bio kaznenopravni propis.
Kada je postalo očito da će vladin nacrt ustava doživjeti samo formalne, ali ne i stvarne promjene, tj. da će zadržati sve odredbe o centralističkom uređenju države, članicama Jugoslavenskog kluba nije ostalo ništa drugo nego da napuste Konstituantu. Tako je HPS izbjegao glasovanje o Ustavu, ali nije mogao spriječiti njegovo donošenje (1921.). Novinstvo HPS-a dočekalo je vijest o izglasavanju centralističkog Vidovdanskog ustava s neskrivenim nezadovoljstvom: "Ovaj ustav ostvaruje velikosrpsku koncepciju".
Ipak, izbivanje »pučkaša« iz Ustavotvorne, odnosno Zakonodavne skupštine, bilo je kratko. Naime, članice Jugoslavenskog kluba nisu pomišljale na to da odustanu od daljnje parlamentarne borbe, koju su sada nastavile voditi pod geslom — »revizija Ustava«. HPS je sudjelovao u radu Zakonodavne skupštine, čija je zakonodavna djelatnost svojim opsegom bila mala, a kvalitetom usvojenih zakona relativno slaba.
Kada je koncem 1922. došlo do raspuštanja Zakonodavne skupštine, članice Jugoslavenskog kluba su uputile Proglas Hrvatima i Slovencima. Osvrćući se na proteklo parlamentarno razdoblje, Jugoslavenski je klub osobitu pozornost posvetio Radiću optužujući ga da je svojom »pasivnom politikom«, odnosno nesudjelovanjem u radu Ustavotvorne skupštine, »omogućio da je izglasan centralistički ustav i svi zakoni koji su s njim u svezi«.
Drugi parlamentarni izbori u Kraljevini SHS bili su presudni za daljnje djelovanje HPS-a.

## Izbori za Narodnu skupštinu 1923.
HPS je izišao i na parlamentarne izbore za Narodnu skupštinu Kraljevine SHS 1923. godine, na kojima im je glavni konkurent bio HRSS. HPS nije prošao izborni prag, odnosno nije dobio niti jedno zastupničko mjesto. Saznavši za izborne rezultate, vođe su pučkaša razočarano izjavili da su "ovi izbori riješili HPS od jedne nezahvalne i veoma teške uloge, da je Radić baš na nju svaljivao gotovo svu krivnju, što se njegov program ne može izvršiti". Sve što su u tom trenutku mogli reći svom članstvu i pristašama je da će odsada "budno paziti, što će raditi g. Stjepan Radić", jer "sada dolazi i za njega vrijeme političke odgovornosti".

## Od 1924. do 1927.
Na izborima 1927. S. Barić ušao je u Narodnu skupštinu i HPS je ponovno postao parlamentarna stranka, a Anton Korošec je u dva navrata postao ministar unutarnjih poslova (1924. i 1927.). Pučkaši su verbalno osuđivali politiku Pašić-Pribićevićeve koalicijske vlade, iako su ju neizravno podupirali. Napadali su i djelovanje predsjednika HRSS-a. Radiću se ponajprije zamjerao pokušaj internacionaliziranja hrvatskog pitanja, tj. njegovo djelovanje u zemljama Zapadne Europe i boljševičkoj Rusiji, jer ta politika "nam može osigurati vanjsku pomoć". To se osobito odnosilo na Radićev odlazak u Moskvu i njegovo učlanjenje HRSS-a u Seljačku internacionalu, koja je bila ekspozitura međunarodnoga komunističkog pokreta. Za pučkaše je bilo iluzorno da bi se od "ruskih boljševika" (komunista) moglo dobiti pomoć, jer od njih "možemo očekivati samo zlo". Stoga su pučkaši poručili svojim potencijalnim glasačima da "Hrvati neće biti sredstvo u rukama boljševika", jer njima, ionako, nije "stalo do hrvatskog naroda".

## Kraj stranke
Nakon što je Vukićevićeva vlada podnijela ostavku po Atentatu na Stjepana Radića 1928., došlo je do brojnih konzultacija između kralja Aleksandra i političkih prvaka o sastavu nove vlade. Konačno je mandat za sastav vlade dobio Anton Korošec. U njegovu je vladu ušao i S. Barić, koji je postao ministar socijalne politike, iako su svi ostali hrvatski političari iz prosvjeda napustili sve dužnosti u Beogradu. 
Nakon što je kralj uveo Šestosiječanjsku diktaturu, dana 21. siječnja 1929. god. vodstvo Hrvatske pučke stranke je dobilo odluku ravnateljstva zagrebačke policije o raspuštanju stranke.

## Poznati pripadnici
U vodstvu je stranke bio hrvatski katolički novinar i publicist Petar Grgec.

## Vanjske poveznice
- Zlatko Matijević, Hrvatska pučka stranka  Arhivirana inačica izvorne stranice od 29. svibnja 2016. (Wayback Machine), Hrvatska revija, br. 3, 2003. – 23. rujna 2003.